# Giovan Oniangue
Giovan Oniangue (Brazzaville, 22 aprile 1991) è un cestista della Repubblica del Congo con cittadinanza francese.

## Palmarès
- Coppa di Francia: 3

Paris-Levallois: 2012-2013
Pau-Lacq-Orthez: 2021-2022
Digione: 2023-2024
- Match des Champions: 1

Paris-Levallois: 2013